# Limonium dubyi
Limonium dubyi är en triftväxtart som först beskrevs av Jean Charles Marie Grenier och Dominique Alexandre Godron, och fick sitt nu gällande namn av Carl Ernst Otto Kuntze. Limonium dubyi ingår i släktet rispar, och familjen triftväxter. Inga underarter finns listade i Catalogue of Life.